# 1992 في جمهورية أيرلندا
فيما يلي قوائم الأحداث التي وقعت خلال عام 1992 في جمهورية أيرلندا.

## سياسة

### تعيين في المنصب
- 6 فبراير – ألبرت رينولدز زعيم  فيانا فايل [الإنجليزية]‏،تاوسيتش،نائب دييل.
- 11 فبراير – بريان كوين وزير العمل [الإنجليزية]‏،نائب دييل.
- 11 فبراير – جون أوكونيل وزير الصحة [الإنجليزية]‏،نائب دييل.
- 14 فبراير – مايكل سميث Minister for Housing, Local Government and Heritage [الإنجليزية]‏،نائب دييل.
- 14 ديسمبر – آلان الدوقات نائب دييل.
- 14 ديسمبر – أوستن كوري نائب دييل.
- 14 ديسمبر – إندا كيني نائب دييل.
- 14 ديسمبر – بيرتي أهرن نائب دييل.
- 14 ديسمبر – بات كوكس نائب دييل.
- 14 ديسمبر – جوان بيرتون نائب دييل.
- 14 ديسمبر – جون بروتون نائب دييل.
- 14 ديسمبر – سيل دي فاليرا نائب دييل.
- 14 ديسمبر – شون تريسي نائب دييل.
- 14 ديسمبر – شون هوهي نائب دييل.
- 14 ديسمبر – شيموس باتيسون نائب دييل.
- 14 ديسمبر – فرانسيس فيتزجيرالد نائب دييل.
- 14 ديسمبر – ماري أورورك نائب دييل.
- 14 ديسمبر – ماري هارني نائب دييل.
- 14 ديسمبر – مايكل دانييل هيجينز نائب دييل.
- 14 ديسمبر – نويل أهيرن نائب دييل.

### انتهاء فترة المنصب
- 6 فبراير – تشارلز هوهي زعيم  فيانا فايل [الإنجليزية]‏،تاوسيتش،نائب دييل.
- 11 فبراير – ماري أورورك وزير الصحة [الإنجليزية]‏،نائب دييل.
- 11 فبراير – مايكل كينيدي وزير العمل [الإنجليزية]‏،نائب دييل.
- 5 نوفمبر – آلان الدوقات نائب دييل.
- 5 نوفمبر – ألبرت رينولدز نائب دييل.
- 5 نوفمبر – أوستن كوري نائب دييل.
- 5 نوفمبر – إندا كيني نائب دييل.
- 5 نوفمبر – بريان كوين نائب دييل.
- 5 نوفمبر – بيرتي أهرن نائب دييل.
- 5 نوفمبر – جاريت فيتزجيرالد نائب دييل.
- 5 نوفمبر – جون أوكونيل نائب دييل.
- 5 نوفمبر – جون بروتون نائب دييل.
- 5 نوفمبر – سيل دي فاليرا نائب دييل.
- 5 نوفمبر – شون تريسي نائب دييل.
- 5 نوفمبر – شيموس باتيسون نائب دييل.
- 5 نوفمبر – ماري هارني نائب دييل.
- 5 نوفمبر – مايكل دانييل هيجينز نائب دييل.
- 5 نوفمبر – مايكل سميث نائب دييل.

## مواليد

### يناير
- 14 يناير – روبي برادي لاعب كرة قدم أيرلندي.
- 27 يناير – سام باري لاعب كرة مضرب أيرلندي.
- 31 يناير – جيف هندريك لاعب كرة قدم أيرلندي.

### مايو
- 20 مايو – جاك غليسون ممثل أيرلندي.

## وفيات

### أبريل
- 28 أبريل – فرانسيس بيكون (مواليد 1909) رسام أيرلندي.